# حارة الارصاد (صنعاء)
الارصاد هي إحدى حارات حي سدس الروض (صنعاء) بمدينة الروضة شمال العاصمة اليمنية "صنعاء"، بلغ تعداد سكانها 1237 نسمة حسب تعداد اليمن لعام 2004.